# Peter von Pennavaire
Peter von Pennavaire (* 6. August 1680 in Toulouse; † 19. Januar 1759 in Berlin) war ein preußischer Generalleutnant der Kavallerie, Kommandeur des Leibkarabiner-Regiments und Erbherr auf Heiligenthal.

## Leben

### Herkunft
Sein Vater war der Parlamentsadvokat in Toulouse Pierre de Pennavaire († 1729). Nach dem Edikt von Fontainebleau floh der Vater mit seinen vier Söhnen nach Berlin.

### Werdegang
Er trat den Brandenburger Grand-Mousquetiers bei und kämpfte im spanischen Erbfolgekrieg, so in der Schlacht von Malplaquet. Im Dezember 1712 wurde er Leutnant in der Leibgarde zu Pferd. Für Preußen kämpfte er im Pommernfeldzug 1715/1716. Am 21. Dezember 1718 avancierte er zum Rittmeister, 1733 zum Major, 1741 zum Oberstleutnant und 1744 zum Oberst. Er kämpfte auch in den Schlesischen Kriegen. Am 14. Juli 1748 wurde er zum Generalmajor ernannt. Im Juni 1747 wurde er mit dem Pour le Mérite ausgezeichnet. Am 14. November 1751 wurde er Chef des Kürassier-Regiment K 11, dem Leibkarabiner-Regiment. Im Februar 1757 bekam er den Schwarzen Adlerorden. In der Schlacht bei Kolin vom 18. Juni 1757 machte er aber schwere Fehler, die zur Niederlage beitrugen. Während der Schlacht von Breslau am 22. November 1757 wurde er schwer verwundet und starb später an einer Lungenentzündung in Berlin. Er wurde auf dem Garnisonfriedhof beerdigt.
Am 6. Juli 1748 wurde er Drost von Esens, mit der Genehmigung, die Stelle verkaufen zu dürfen. So verkaufte er sie am 30. Juni 1749 an Wilhelm Ferdinand Thilo zu Stechow (1735–1787), einem Sohn von Generalmajor Christoph Ludwig von Stechow.
Für sein Wirken wurde sein Name 1851 auf einer der Ehrentafeln am Reiterstandbild Friedrichs des Großen verewigt.

### Familie
Er war seit 1725 mit der Hugenottin Margaretha Renée Rey verheiratet. Sie entstammte ebenfalls einer Erlanger Patrizier- und Kaufmannsfamilie. Das Paar hatte vier Kinder. Von den drei Söhnen sind zwei als Offiziere in den schlesischen Kriegen gefallen.
Seine Tochter Renata Margarethe (* 21. Juli 1730; † 2. Februar 1795) heiratete im Jahre 1747 den Oberst Stephan Gottlieb von Dewitz (* 23. Juli 1723; † 1787), einen Sohn des Generalleutnants Friedrich Wilhelm von Dewitz.
Sein älterer Bruder, der Oberst Johann Jakob von Pennavaire starb im Dezember 1750 in Berlin.